# Éternité (film)
Pour les articles homonymes, voir Éternité (homonymie).
Pour plus de détails, voir Fiche technique et Distribution.
Éternité est un film français écrit et réalisé par Trần Anh Hùng, sorti le 7 septembre 2016. C'est l'adaptation du roman L'Élégance des veuves d'Alice Ferney paru en 1995.

## Synopsis
Quand Valentine se marie à 20 ans avec Jules, nous sommes à la fin du 19e siècle. À la fin du siècle suivant, une jeune Parisienne, l’arrière-petite-fille de Valentine, court sur le pont Alexandre III et termine sa course dans les bras de l’homme qu’elle aime. Entre ces deux moments, des hommes et des femmes se rencontrent, s’aiment, s’étreignent, mettent au monde de nombreux enfants qui sont le fondement de leur bonheur et leur raison de vivre. Parfois, trop souvent, la guerre, la maladie ou le simple accident frappe un mari, une épouse, un enfant... et c'est chaque fois une douleur atroce dont les blessures ne disparaitront jamais. Durant un siècle, ces êtres évoluent dans leur belle maison bourgeoise au milieu de leur magnifique jardin luxuriant, avec la destinée constante et irrémédiable de construire une généalogie et de donner ainsi à leur famille une forme d'éternité.

## Fiche technique
- Titre français : Éternité
- Réalisation : Trần Anh Hùng
- Scénario : Trần Anh Hùng d'après Alice Ferney
- Pays d'origine :  France
- Format : couleur - 35 mm
- Genre : drame
- Date de sortie : 7 septembre 2016

## Distribution
- Audrey Tautou : Valentine
- Bérénice Bejo : Gabrielle
- Mélanie Laurent : Mathilde
- Jérémie Renier : Henri
- Pierre Deladonchamps : Charles
- Lou Lambrecht : Valentine à 7 ans
- Irène Jacob : la mère de Gabrielle
- Valérie Stroh : la mère de Mathilde
- Arieh Worthalter : Jules
- Philippine Leroy-Beaulieu : Julie Bourgeois, la mère de Valentine
- Thibault de Montalembert : Arthur Bourgeois, le père de Valentine
- Jean-Baptiste Lafarge : Jules à 20 ans
- Félix Bossuet : Jean à 8-9 ans
- Juliette Lamet : Alice
- Jules Plé : Jean à 11 ans
- Tran Nu Yên-Khê : la narratrice
- Mathilde Many : Manon
- Anamaria Vartolomei : Margaux à 17-19 ans
- Mathilde Warnier : Solange à 20 ans
- Paloma Dumaine : Margaux à 8-9 ans